# ミスピーチ
ミスピーチ（Miss Peach）は、福島県の桃や果物の消費の喚起を目的としたキャンペーンの名称である。かつては応募条件を「18歳～22歳までの未婚女性」としていたが、2000年に未婚と年齢条件が撤廃され、2003年には性別の条件も撤廃された。

## 概要
1963年、福島県の果物の消費拡大を目的として、桃娘（ももむすめ）として街頭宣伝を行う。1965年「ピーチガール」と名称を変更し、1975年「ミスピーチ」と名称を変更した。2003年「ミスピーチキャンペーンクルー」に名称変更され、性別の条件も撤廃された。「ミスピーチ」は商品名であるため、そのまま名称に残っている。2003年に10人中3人、2005年は10人中1人に男性が選ばれた。
2011年は東日本大震災・東京電力福島第一原子力発電所の事故などによる復旧処理のため、新規の募集は行われず、2010年の第48代目のメンバー（10人）が続投した。